# Chlorophytum nervatum
Chlorophytum nervatum är en sparrisväxtart som först beskrevs av Charles Henry Wright, och fick sitt nu gällande namn av Karl von Poellnitz. Chlorophytum nervatum ingår i släktet ampelliljor, och familjen sparrisväxter. Inga underarter finns listade i Catalogue of Life.